# Cultura de Antígua e Barbuda
A cultura de Antígua e Barbuda é predominantemente britânica, e isso é evidente em diversos aspectos da sociedade. Por exemplo, o esporte nacional é o críquete, Antígua e Barbuda tem produzido vários jogadores de críquete famosos, incluindo Sir Vivian Richards, Anderson "Andy" Roberts e Richard "Richy" Richardson. Na sequência de críquete, o esporte mais popular seguinte é o futebol. Barco de corrida e surf também são esportes populares; Antigua Sailing semana atrai moradores e visitantes de todo o mundo.
Cultura popular americana e da moda também têm uma grande influência. A maioria dos meios de comunicação no país são grandes redes dos Estados Unidos. Antiguans prestar muita atenção às tendências da moda americana, e os seus estilistas importantes estão disponíveis em lojas em São João e em outros lugares, embora Antiguans muitos preferem fazer uma viagem especial a St. Martin, América do Norte, ou de San Juan, Porto Rico, para fazer compras.
Família e religião têm um papel importante na vida de Antiguans. A maioria Antiguans freqüentam serviços religiosos no domingo, embora haja uma minoria crescente de adventistas do sétimo dia que observam o sábado a sábado.
Há uma festa carnavalesca nacional realizada em agosto de cada ano. Historicamente, o Carnaval comemora a abolição da escravidão nas Índias Ocidentais Britânicas, embora em algumas ilhas, o Carnaval celebra a chegada da Quaresma. O carnaval anual inclui desfiles, shows, competições e atividades festivas e é uma atração turística notáveis.
Calypso e música soca são importantes em Antígua e Barbuda.
Milho e batata-doce desempenhar um papel importante na cozinha Antiguan. Por exemplo, um prato popular Antiguan, Dukuna (doo-koo-NAH) é um doce, bolinho de massa de vapor a partir de batata-doce ralado, farinha e especiarias. Além disso, um dos alimentos básicos Antiguan, fungos (FOON-ji), é uma massa cozida feita de fubá e água.